# Mendonça (piłkarz)
Mendonça, właśc. Milton da Cunha Mendonça (ur. 23 maja 1956 w Rio de Janeiro, zm. 5 lipca 2019) – brazylijski piłkarz, występujący podczas kariery na pozycji ofensywnego pomocnika.

## Kariera klubowa
Karierę piłkarską Mendonça rozpoczął w klubie Botafogo FR w 1975 roku. W lidze brazylijskiej zadebiutował 13 listopada 1975 w przegranym 2-3 meczu z Corinthians Paulista. W Botafogo występował przez 8 lat i w tym czasie rozegrał w nim 342 spotkania, w których zdobył 118 bramek. W latach 1983–1984 występował w Portuguesie São Paulo, a 1985–1987 w SE Palmeiras. W barwach Palmeiras rozegrał 106 spotkań, w których strzelił 19 bramek. W latach 1987–1988 był zawodnikiem Santosu FC.
W 1989 roku występował w Katarze Al-Sadd. Po powrocie do Brazylii zaliczył krótkie epizody w Internacionalu Limeira, Ponte Preta Campinas i Bangu AC. W latach 1990–1991 był zawodnikiem Grêmio Porto Alegre. W Grêmio 28 kwietnia 1991 w zremisowanym 1-1 meczu z Bragantino Bragança Paulista Mendonça po raz ostatni wystąpił w lidze. Ogółem w latach 1975–1991 wystąpił w lidze w 211 meczach, w których strzelił 67 bramek.
Później występował w São Bento Sorocaba, XV de Piracicaba, Interze Santa Maria i Fortalezie. W Fortalezie zdobył jedyne trofeum w swojej karierze – mistrzostwo stanu Ceará – Campeonato Cearense w 1992 roku. Karierę piłkarską Geraldo zakończył w 1993 roku w Américe Rio de Janeiro.

## Kariera reprezentacyjna
W 1983 roku Mendonça został powołany na Copa América 1983, na którym Brazylia zajęła drugie miejsce. Na turnieju był rezerwowym i nie wystąpił w żadnym meczu. Nigdy nie zdołał zadebiutować w reprezentacji Brazylii.
W 1976 roku uczestniczył w eliminacjach Igrzysk Olimpijskich. Na turniej finałowy do Montrealu jednak nie pojechał.